# RDRAM
RDRAM je druh operační paměti používané v osobních počítačích, popřípadě jiných zařízeních jako sálové počítače, herní konzole, přehrávače videa a podobně.

## Úvod

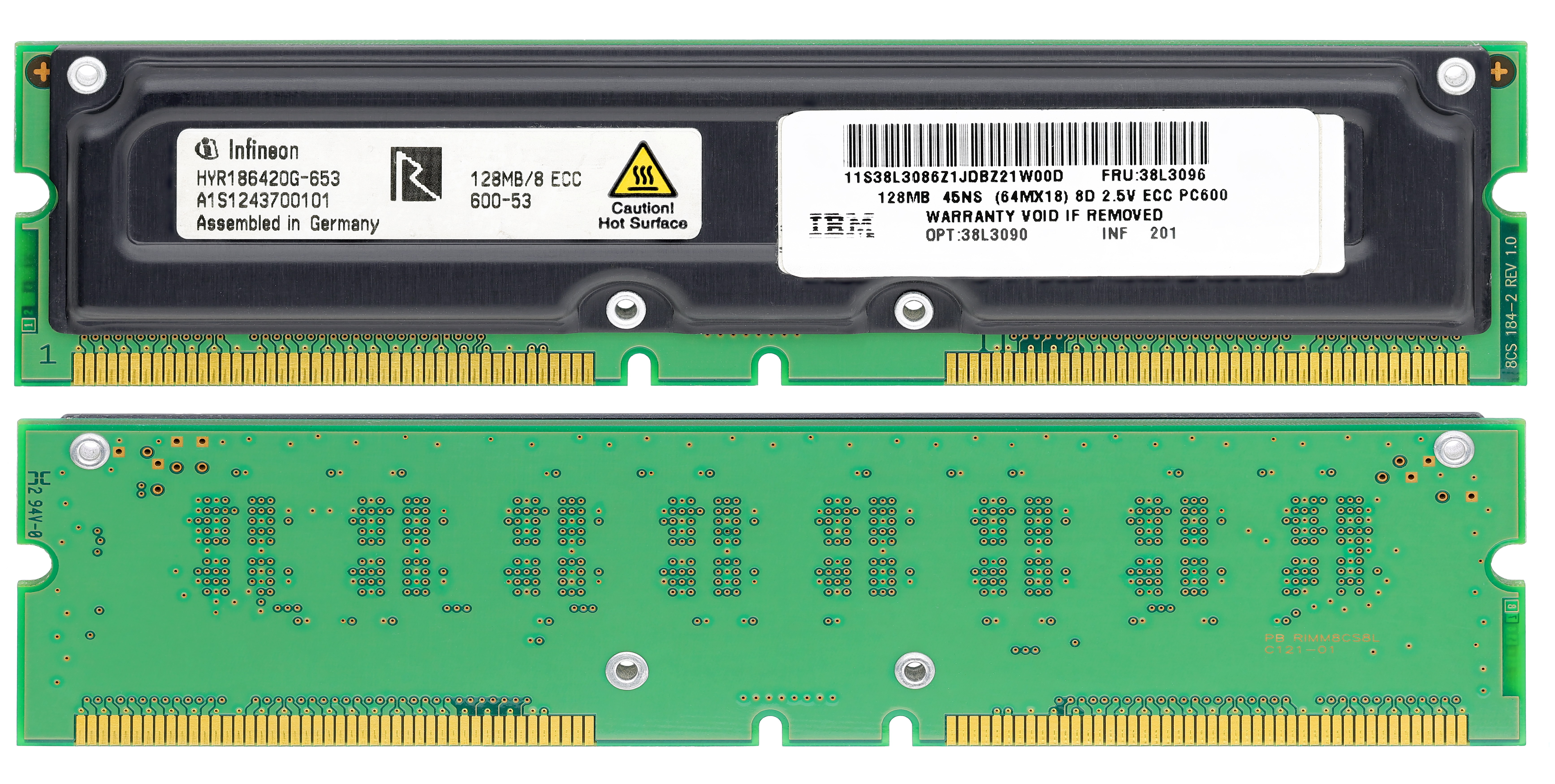
Paměťové moduly RDRAM.

RDRAM je zkratka z Rambus DRAM (podle firmy Rambus, která tuto technologii vyvinula).
Na rozdíl od paměťových modulů SDRAM, popřípadě jejích variací DDR SDRAM atd., které jsou 64bitové, jsou jednotlivé paměťové moduly RDRAM pouze 16bitové (popřípadě 32bitové u dvoukanálových modulů). Paměti RDRAM ovšem v době jejich největšího rozšíření v PC (rok 2001–2003) obvykle pracovaly na vyšší frekvenci než SDRAM nebo DDR SDRAM, proto dosahovaly vyšší maximální přenosové rychlosti. Paměti RDRAM posílají data dvakrát během hodinového cyklu, podobně jako je tomu u konkurenční technologie DDR SDRAM.....

## Paměťové moduly
RDRAM je dodávána na paměťových modulech s označením RIMM (Rambus Inline Memory Module). Obdobně jako SDR SDRAM popřípadě DDR SDRAM moduly, které mají označení DIMM. Moduly RIMM jsou k dispozici v několika variantách.
Rozdělení podle počtu kanálů:
- Jednokanálové: 184 pinů; 2,5V napájecí napětí; modul přenese najednou 16 bitů informace.
- Dvoukanálové: 232 pinů; 2,5V napájecí napětí; modul přenese najednou 32 bitů informace.
- Čtyřkanálové: 326 pinů; 1,8V napájecí napětí; modul přenese najednou 64 bitů informace.

Rozdělení podle rychlosti:
- 600 MHz – pouze jednokanálové
- 700 MHz – pouze jednokanálové
- 800 MHz – jednokanálové, dvoukanálové, čtyřkanálové
- 1066 MHz – dvoukanálové, čtyřkanálové
- 1200 MHz – pouze dvoukanálové
- 1333 MHz – pouze dvoukanálové
- 1600 MHz – pouze dvoukanálové

U pamětí RDRAM není možno osadit základní desku rychlejší pamětí než jakou deska podporuje (u SDR SDRAM a DDR je toto možné).

## Použití v PC

### Historie
První základní desky v PC používající operační paměti RDRAM se objevily koncem roku 1999. Stalo se tak po několika odkladech způsobených také přechodem na jiný druh pamětí. Byly to desky s čipsetem i820 od firmy Intel. Nové paměti se na trhu příliš neprosadily. Spotřebitelé upřednostňovali podstatně levnější (ovšem také pomalejší) paměti typu SDRAM (rozdíl cen se podle situace na trhu pohyboval mezi 100–350 %). Popřípadě vylepšené paměti typu DDR SDRAM, které byly trochu pomalejší a trochu levnější než RDRAM (rozdíl cen 10–100 %). Stalo se tak i proto, že firma Intel byla dlouhou dobu (do přelomu let 2002 a 2003) jediným výrobcem čipsetů podporujících RDRAM. První neintelovský čipset byl R658 od firmy SiS. Posledním pak byl jeho bezprostřední nástupce R659. Pro nezájem spotřebitelů výrobci čipsetů a desek pro PC od podpory RDRAM posléze odstoupili a nahradili ji DDR SDRAM.

### Instalace v PC
Základním požadavkem je deska podporující RDRAM, tedy s jedním z těchto čipsetů: i820, i820E, i840, i850, i850E, i860 (od firmy Intel) a R658, R659 (od firmy SiS). Tyto desky používají dvou nebo čtyřkanálové paměťové řadiče, proto je potřeba koupit vždy dvojici RIMM modulů (podobně jako u dual channel kitu pro DDR). Veškeré neobsazené paměťové sloty na základní desce musejí být ukončeny terminátorem, tzv. CRIMM modulem.

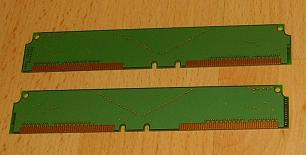
Terminátor, tzv. CRIMM.

V závislosti na konkrétní základní desce se liší způsob osazení modulů RIMM. Správný způsob pro danou desku je vždy uveden v manuálu. V případě špatného osazení deska ohlásí chybu paměti. První způsob je obdobný osazení pro dvoukanálové řadiče DDR: je nutno osadit buď slot 1 a slot 3, nebo slot 2 a slot 4. Druhý způsob je osazení slotu 1 a 2 (bank 0) nebo slotu 3 a 4 (bank 1). V obou předchozích případech platí, že všechny osazené moduly musejí pracovat na stejné frekvenci. Každý ze spárovaných modulů musí mít dále stejnou velikost, ovšem velikost modulů z různých párů může být různá.
Příklad správného osazení paměťových slotů:
- bank 0 rimm1 64MB 800MHz
- bank 0 rimm2 64MB 800MHz
- bank 1 rimm3 256MB 800MHz
- bank 1 rimm4 256MB 800MHz